# Мистецтво кохання
«Мистецтво кохання» (лат. Ars Amatoria) — дидактична поема у трьох книгах Овідія.
В поемі Овідій в жартівливій формі навчає чоловіків та жінок про те, де знайти предмет кохання, як його завоювати, а потім утримати:
Хто з-поміж римлян ще й досі не чув про мистецтво кохання,
Хай, прочитавши цей твір, буде в коханні митцем.
Що ж бо вітрило, весло, як судном не керує мистецтво?
Що скакуни запальні? Що без мистецтва Амур?
(Книга I, 1-4 пер. Андрія Содомори)
Поет переконує  читачів у можливості успіху в коханні за умови винахідливості, енергії, доброго, терплячого ставлення до предмета своєї пристрасті. Міркування Овідія виявляють тонку спостережливість, знання примх людського серця, добре, поблажливе ставлення до людських недоліків та слабкостей. Водночас поема дає уявлення про чимало сторін римського побуту (звичаї, одяг, прикраси, вигляд житла, косметичні засоби).
Книга мала великий успіх серед читачів, але стала фатальною для автора. «Мистецтво кохання» та «Любовні елегії» стали причиною вигнання Овідія з Риму. 